# 烤乾酪辣味玉米片

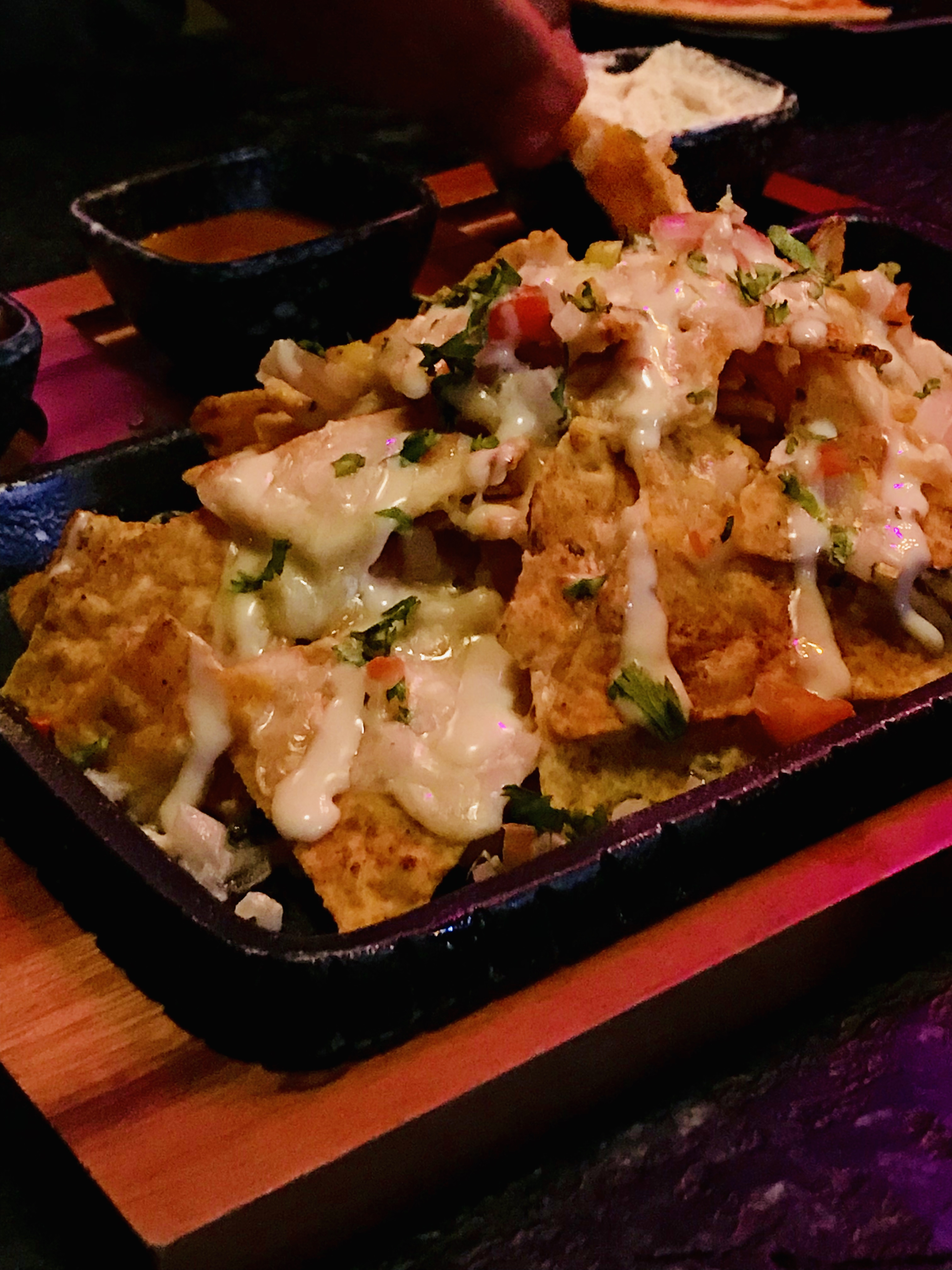
编辑 烤乾酪辣味玉米片

烤乾酪辣味玉米片（英語：Nachos）是墨西哥北部的一种食物，是墨西哥玉米片的一种，1943年出现。